# Aincourt
Aincourt ist eine französische Gemeinde mit 870 Einwohnern (Stand 1. Januar 2022) im Département Val-d’Oise in der Region Île-de-France. Die Bewohner nennen sich Aincourtois bzw. Aincourtoises.

## Geografie
Die Gemeinde Aincourt liegt 47 Kilometer nordwestlich von Paris. Sie liegt im Regionalen Naturpark Vexin français.
Umgeben wird Aincourt von den sieben Nachbargemeinden:
| Villers-en-Arthies   | Maudétour-en-Vexin                          | Arthies            |
|                      | Kompassrose, die auf Nachbargemeinden zeigt | Lainville-en-Vexin |
| Saint-Cyr-en-Arthies | Drocourt                                    | Sailly             |

## Geschichte
Aincourt war bereits zur Zeit der Römer besiedelt. Im 11. Jahrhundert gehörte der Ort einem örtlichen Adelsgeschlecht. 1066 kam die Herrschaft an die Abtei Notre-Dame de Coulombs. Vom ausgehenden 15. Jahrhundert bis zum Ende des Ancien Régime gehörte der Ort verschiedenen Adelsfamilien.
Von Oktober 1940 bis September 1942 befand sich im Sanatorium de la Bucaille ein großes Internierungslager, in dem vor allem dem Vichy-Regime nicht genehme politisch engagierte Menschen interniert wurden.

## Bevölkerungsentwicklung
| Jahr      | 1962 | 1968 | 1975 | 1982 | 1990 | 1999 | 2007 |
| --------- | ---- | ---- | ---- | ---- | ---- | ---- | ---- |
| Einwohner | 567  | 595  | 530  | 709  | 622  | 657  | 913  |

## Sehenswürdigkeiten

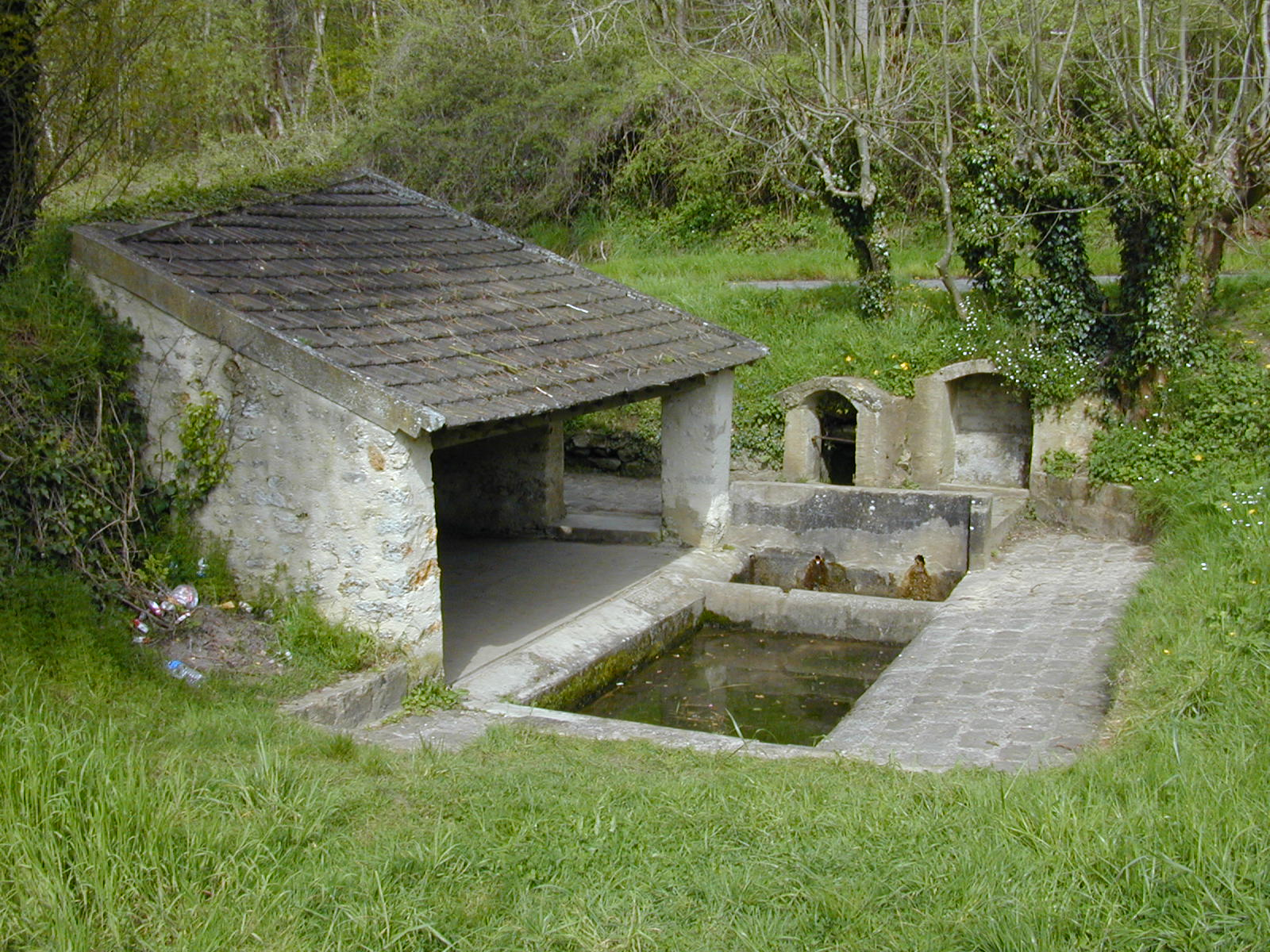
Waschhaus in Aincourt

- Kirche Saint-Martin[1], 12. bis 16. Jahrhundert (Monument historique)
- Kapelle St-Sauveur, erbaut im 16. Jahrhundert
- Maison forte de la ferme du Colombier (Monument historique)[2]
- Sanatorium de la Bucaille[3], erbaut 1931 bis 1936 von den Architekten Edouard Crevel und Paul-Jean Decaux (Monument historique)
- Parc de la Bucaille[4]
- Schloss von Aincourt, erbaut Anfang des 19. Jahrhunderts
- Waschhaus, erbaut Ende des 19. Jahrhunderts

## Wirtschaft
Der wichtigste Arbeitgeber im Ort ist das Sanatorium de la Bucaille (Centre hospitalier du Vexin), das sich auf einem Hügel über dem Ort befindet.